# Brave10
Brave10 (jap. ブレイブ・テン Bureibu Ten) – manga autorstwa Kairi Shimotsuki wydawana w magazynie „Comic Flapper” od 2007 do 2010 roku. Seria została wznowiona 15 czerwca 2011 roku pt. Brave10 S (jap. ブレイブ・テン・スパイラル Bureibu Ten Supairaru) w magazynie „Gekkan Comic Gene”. Przy współpracy Studio Sakimakura i TMS Entertainment powstało anime na podstawie mangi, które rozpoczęło emisję 7 stycznia 2012 roku na kanałach Tokyo MX TV i TV Kanagawa.
Seria oparta jest na Dziesięciu Odważnych Sanady (jap. 真田十勇士 Sanada Jūyūshi) – legendarnej grupie ninja, która wspierała wojownika Yukimurę w okresie Sengoku w Japonii.

## Fabuła
Rok przed bitwą pod Sekigaharą, która zakończyła okres Sengoku, ninja o imieniu Saizō Kirigakure spotyka miko Isanami, gdy była zaatakowana przez zamachowców. Jej świątynia została zniszczona przez Ieyasu Tokugawę za opowiedzenie się po stronie Sanada Yukimury. Tymczasem Sanada gromadzi dziesięciu wojowników znanych jako Sanada Jūyūshi (jap. 真田十勇士; dosł. Dziesięciu odważnych Sanady), którzy mają moc zmiany historii. Podczas gdy wojownicy Sanady dołączają do grupy jeden po drugim, tajemnicza moc Isanami budzi się.

## Bohaterowie
- Saizō Kirigakure (jap. 霧隠 才蔵 Kirigakure Saizō) – Jeden z głównych bohaterów serii Brave 10. Po śmierci swojego mistrza i przyjaciela postanawia walczyć by przetrwać. Jest początkowo osobą zdeterminowaną, działającą w pojedynkę. Z czasem Saizō zmienia swoje nastawienie do innych, a także do siebie i swoich uczuć. Saizō jest "jasnością" światłem, które może wpłynąć na "ciemność".

Seiyū: Daisuke Ono 
- Isanami (jap. 伊佐那海) – Kapłanka mającą strzec spinki, która posiada ogromną moc zniszczenia. W rzeczywistości spinka ta chroni świat przed prawdziwą mocą Isanami. Jest ona osobą naiwną, łatwowierną i rozkapryszoną, jednakże dla przyjaciół jest w stanie poświęcić całą siebie. W rzeczywistości Isanami jest "ciemnością" – boginią mordu i rzezi, która żywi się smutkiem i rozpaczą.

Seiyū: Rina Satō 
- Sasuke Sarutobi (jap. 猿飛 佐助 Sarutobi Sasuke) – Jeden z wojowników Sanady, jego lojalny i wierny sługa. Sasuke jest panem lasu i zwierząt. Niezwykle nieśmiały w dwuznacznych sytuacjach, zdolny wojownik i oddany przyjaciel. Wspólnie z innymi wojownikami współtworzy "ochronę", której celem jest zachowanie równowagi między ciemnością a jasnością. Sasuke jest elementem "roślinności".

Seiyū: Tetsuya Kakihara 
- Yukimura Sanada (jap. 真田 幸村 Sanada Yukimura) – Sanada jest panem na Uedzie, jego celem jest zebranie 10 wojowników, których zadaniem będzie ochrona obecnego świata. Sanada jest osobą beztroską, zabawną, potrafiącą zjednać sobie ludzi dzięki swojej mądrości i życzliwości.

Seiyū: Toshiyuki Morikawa 
- Anastasia (jap. アナスタシア) – Anastasia należy do wojowników Sanady, jest ona władczynią lodu, świetną wojowniczką i niezależną kobietą. Ana jest także jednym z 10 elementów odpowiedzialnych za ochronę ciemności i światła. Jej zdrada wiąże się z przeszłością bohaterki. W efekcie odkrywa iż sama została oszukana i żałuje swoich postępków.

Seiyū: Yū Asakawa 
- Rokurō Unno (jap. 海野 六郎 Unno Rokurō) – Rokurō jako jedyny jest najbardziej zaufanym człowiekiem Sanady, a także jego wiernym i oddanym sługą. Rokurō posiada bardzo cenną moc, mianowicie jego prawe oko ma zdolności zapamiętywania i gromadzenia istotnych informacji. Rokurō jest osobą spokojną, inteligentną i małomówną. Należy również do 10 wojowników Sanady, jest panem wody.

Seiyū: Hiroshi Kamiya 
- Masamune Date (jap. 伊達 政宗 Date Masamune)

Seiyū: Takehito Koyasu 
- Hanzō Hattori (jap. 服部 半蔵 Hattori Hanzō)

Seiyū: Takahiro Sakurai 
- Jūzō Kakei (jap. 筧 十蔵 Kakei Jūzō) – Kakei jest zdolnym i sprytnym wojownikiem, który dołączył do grupy Sanady. Jego największym skarbem jest jego broń, której nadał nawet imię. Jest także elementem mającym chronić równowagę w świecie. Ze względu na używanie broni palnej i metalowych kul, jego elementem jest metal.

Seiyū: Ryōtarō Okiayu 
- Kamanosuke Yuri (jap. 由利 鎌之介 Yuri Kamanosuke) – Kamanosuke z czasem dołączył do grupy Sanady, jego głównym celem jest walka z Saizō na śmierć i życie, gdyż ceni Saizō za jego determinację w walce. Często utożsamiany z kobietą ze względu na swoje zachowanie. Jest on osobą niezwykle szaloną, głośną i problematyczną. Włada wiatrem, który wchodzi w skład dziesięciu elementów broniących równowagi świata.

Seiyū: Motoki Takagi 
- Kapłan Seikai Miyoshi (jap. 三好清海入道 Miyoshi Seikai nyūdō) – Seikai jest niezwykle silnym, naiwnym mężczyzną, posługującym się ogromną, metalową maczugą. Okazuje się, że jest on przybranym bratem Isanami i z tego powodu chce dbać o jej bezpieczeństwo. Również współtworzy drużynę chroniącą, jego elementem jest ziemia, gdyż z łatwością wprowadza ją w drgania dzięki swojej maczudze.

Seiyū: Kazunari Tanaka 
- Rokurō Mochizuki (Benmaru) (jap. 望月 六郎 (弁丸) Mochizuki Rokurō (Benmaru)) – Benmaru to chłopiec który szukał sobie godnego pana, któremu mógłby wiernie służyć. Po jego "próbach" na Sanadzie zapragnął mu wiernie i dzielnie służyć. Jest chłopcem pogodnym, uśmiechnięty i życzliwym. Jego atut to małe bomby, które wykorzystuje podczas walki. Współtworzy elementy chroniące świat, poprzez wykorzystywanie owych bomb – jest on elementem ognia.

Seiyū: Izumi Kitta 
- Jinpachi Nezu (jap. 根津 甚八 Nezu Jinpachi) – Jinpachi jest "wolnym" piratem, znudzonym walką. Pragnie spokojnego życia wraz ze swoją największą miłością, czyli swoim statkiem. Włada grzmotem i razem z innymi pomaga chronić równowagę w świecie. Lubi kobiety i sake.

Seiyū: Kazuya Nakai 

## Muzyka
Opening
- „Shōryō Hirai” (jap. 精霊飛来), Daisuke Ono i Tetsuya Kakihara

Ending
- „En Otoko. -adeosu-” (jap. 艶男。-adeosu-), ADAPTER